# Nocturne de Bonis
Pour l’article homonyme, voir Nocturne.
Le Nocturne, op. 16, est une œuvre de la compositrice Mel Bonis, datant de 1892.

## Composition
Mel Bonis compose son Nocturne pour violon, alto, violoncelle et harpe ou piano. Il existe deux manuscrits dont un est daté de 1892, pour hautbois, cor, violon et harpe chromatique avec la mention « Au temps où elle ne se prend pas au sérieux. Ne pas publier », et l'autre, sans date, est écrit pour quatuor à cordes et piano ou harpe. L'œuvre est publiée à titre posthume par les éditions Armiane en 2007.

## Analyse
Le Nocturne dans sa version pour violon, alto, violoncelle et harpe ou piano est une pièce de caractère dont l'esthétique fin de siècle est proche des compositeurs de cette période Charles Gounod, Jules Massenet, Léo Delibes ou Camille Saint-Saëns.

## Sources
- Étienne Jardin, Mel Bonis (1858-1937) : parcours d'une compositrice de la Belle Époque, 2020 (ISBN 978-2-330-13313-9 et 2-330-13313-8, OCLC 1153996478, lire en ligne)